# Cilento
Pour les articles homonymes, voir Cilento (homonymie).

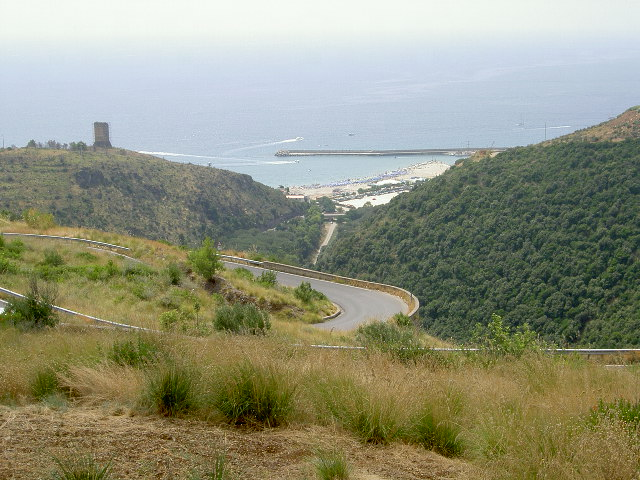
Marina di Camerota.

Le Cilento est une région géographique d'Italie située au sud de la province de Salerne en Campanie, qui est en partie comprise dans le parc national du Cilento et du Val de Diano.
Le site a été reconnu en tant que réserve de biosphère par l'Unesco le 1er juin 1997.

## Géographie
La côte se trouve sur la mer Tyrrhénienne, entre Paestum et Sapri. S'y trouvent des localités touristiques, comme Agropoli, Santa Maria di Castellabate, Agnone Cilento, Acciaroli, Élée, Ascea, Pisciotta, Caprioli, Palinuro, Marina di Camerota, Scario et Policastro Bussentino. L'intérieur de Cilento est constitué surtout de forêts, de montagnes et de petits villages. Les montagnes les plus élevées sont le Cervati (1 900 m), le Panormo (1 742 m, dans le massif des Alburni), le Faiatella (1 710 m) et le Gelbison (1 705 m). Au centre-sud de cette terre, Pruno, grand secteur forestier avec trois petits villages au centre appelés Pruno, avec seulement 35-40 habitants figurant dans les derniers villages ruraux d'Europe.

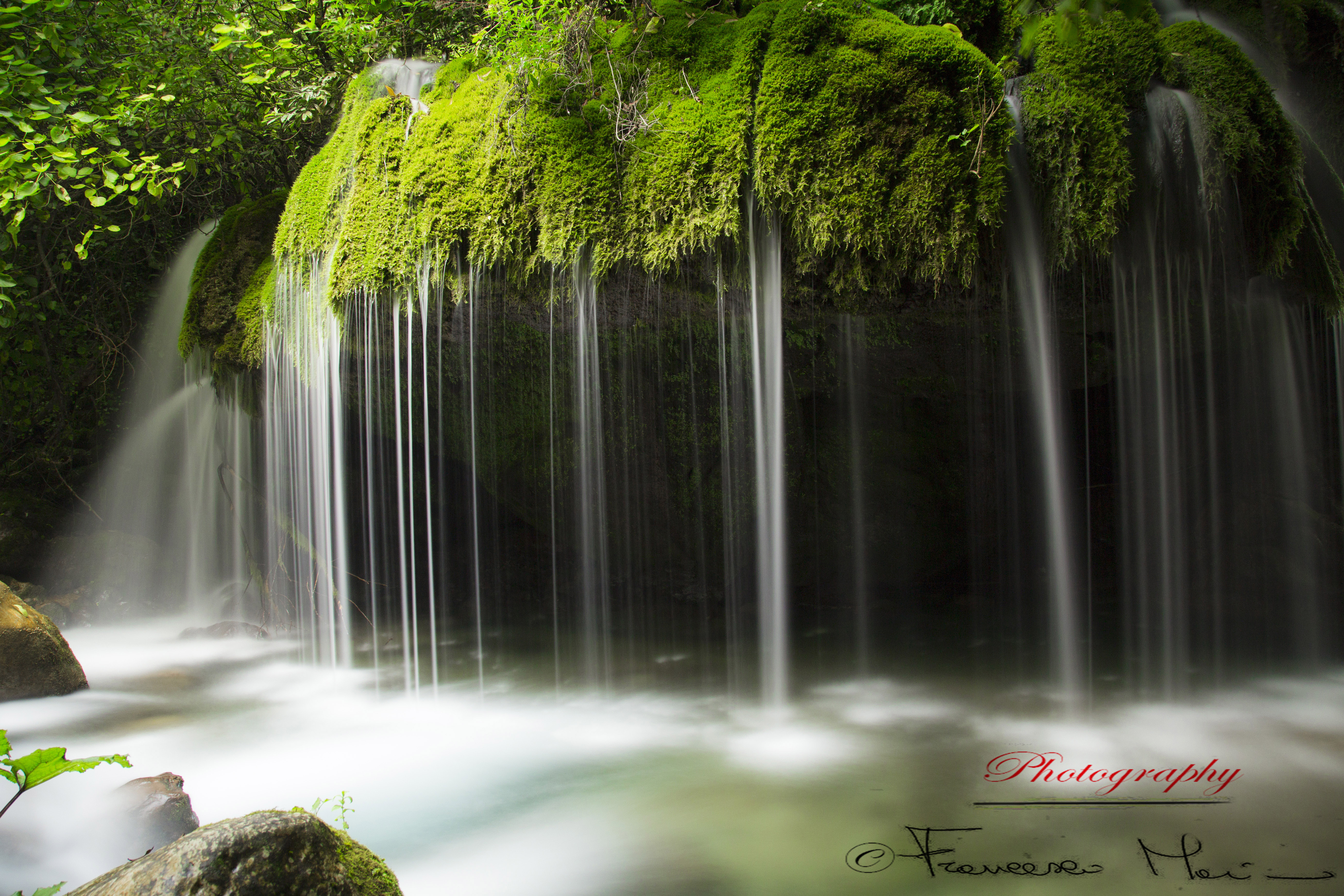
Cascade « Capelli di Venere », Casaletto Spartano.

## Histoire

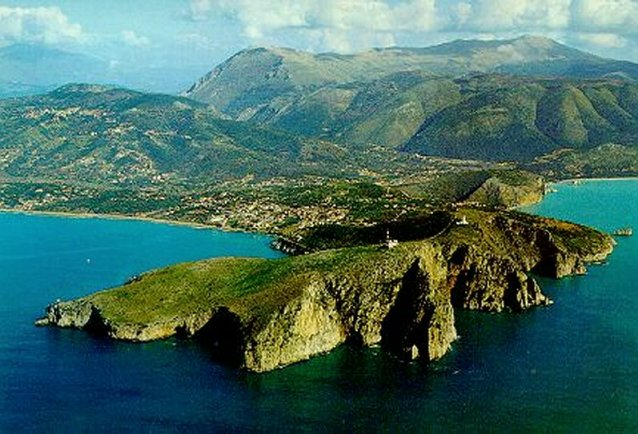
Capo Palinuro.

La région a été une colonie grecque, pendant la Magna Graecia. Les plus grands témoignages sont dans les ruines de Paestum (Poseidonia) et Élée (Hyele, Elea, aujourd'hui Velia), connue pour son École éléatique. Cette terre a été mentionnée dans les épopées de la mythologie grecque et romaine, comme  l'Odyssée ou l'Énéide.
Dans les années 1990, il a été proposé de construire une nouvelle province en Campanie, celle du Cilento. Très loin d'être réalisée, elle a eu également le problème de choisir son chef-lieu : les quatre candidats en lice sont Vallo della Lucania (en position centrale), Agropoli (la ville la plus grande, au nord), Sala Consilina (le centre du Vallo di Diano) et Sapri (centre du Cilento méridional, avec une  gare, la plus importante du territoire). Une autre proposition, plus récente, déplacerait le Cilento de la Campanie vers la Basilicate, comme troisième province, avec celles de Potenza et Matera.

## Langage
Le Cilento a fait partie de l'ancienne Lucanie et le dialecte cilentain a subi beaucoup d'influences du lucanien. Le dialecte du Nord est plus influencé par le napolitain, et celui du sud est très lié au sicilien.

## Patrimoine de l'Unesco
Le 20 novembre 2010, avec trois autres communautés méditerranéennes dont Soria en Espagne, Coron en Grèce et Chefchaouen au Maroc, le Cilento a été inscrit sur la Liste représentative du patrimoine culturel immatériel de l’humanité de l'UNESCO. Cette inscription a été rendue possible grâce à sa pratique alimentaire emblématique de la diète méditerranéenne :
« Celle-ci se caractérise par un modèle nutritionnel demeuré constant dans le temps et dont les principaux ingrédients sont l’huile d’olive, les céréales, les fruits et légumes frais ou séchés, une proportion limitée de poisson, des produits laitiers et viande, et de nombreux condiments et épices ».

## Galerie

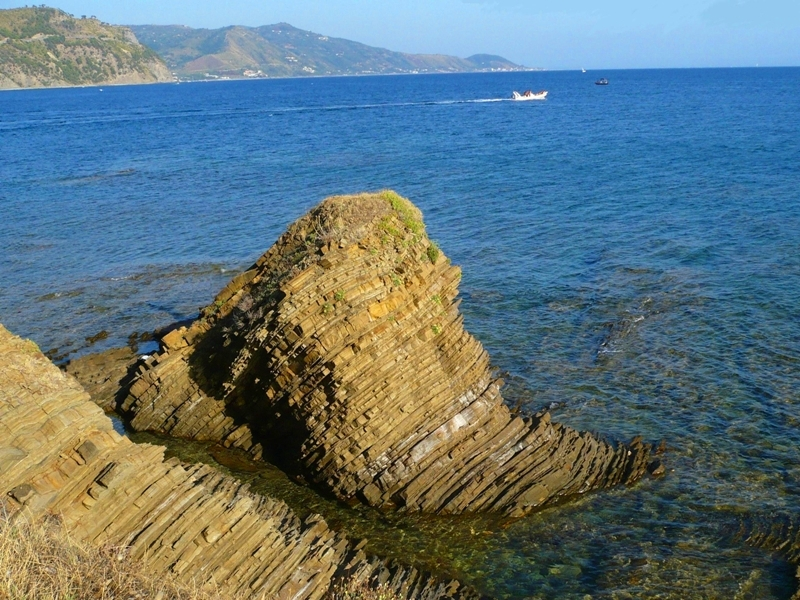
Punta Licosa.

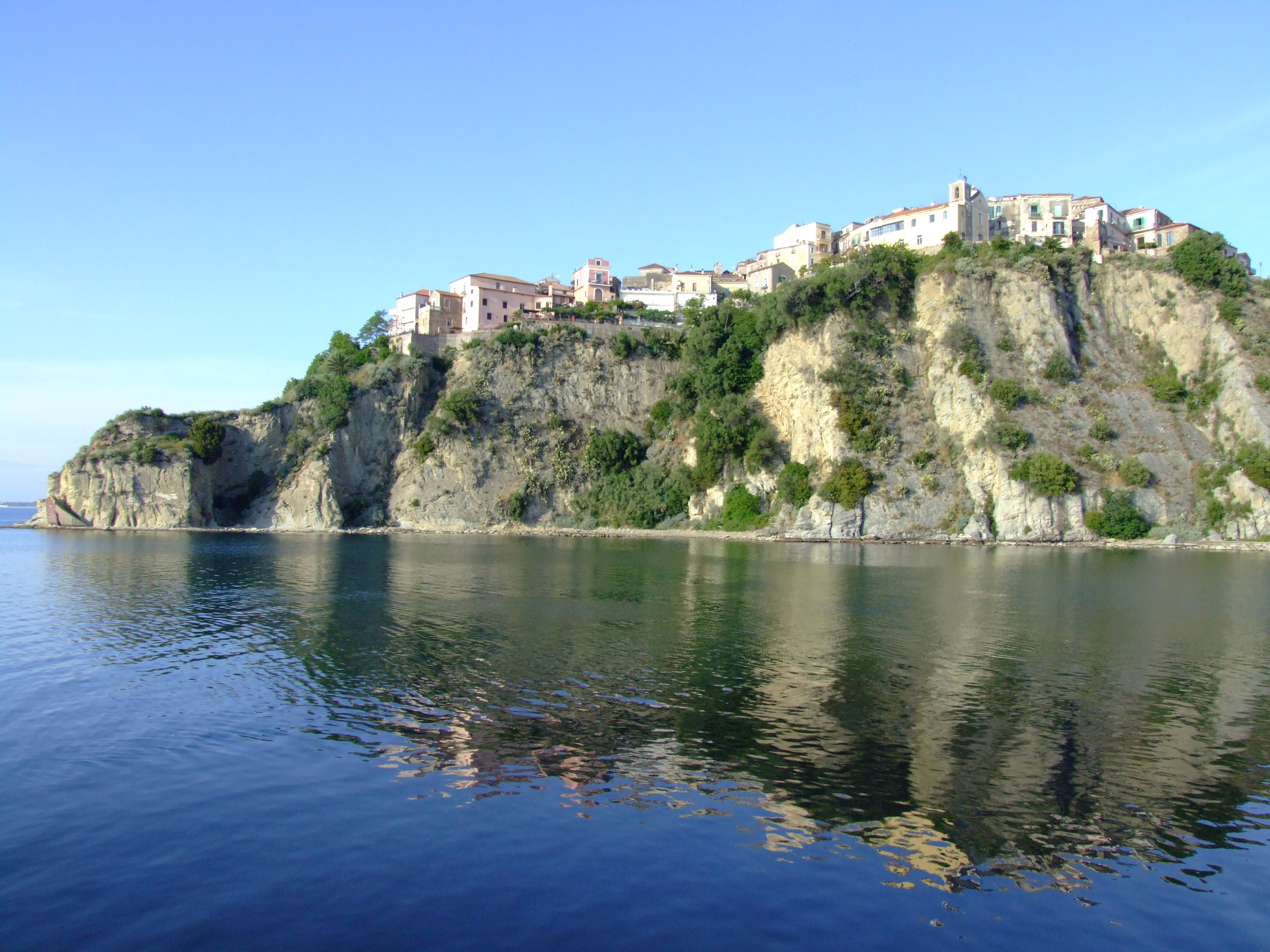
Agropoli.
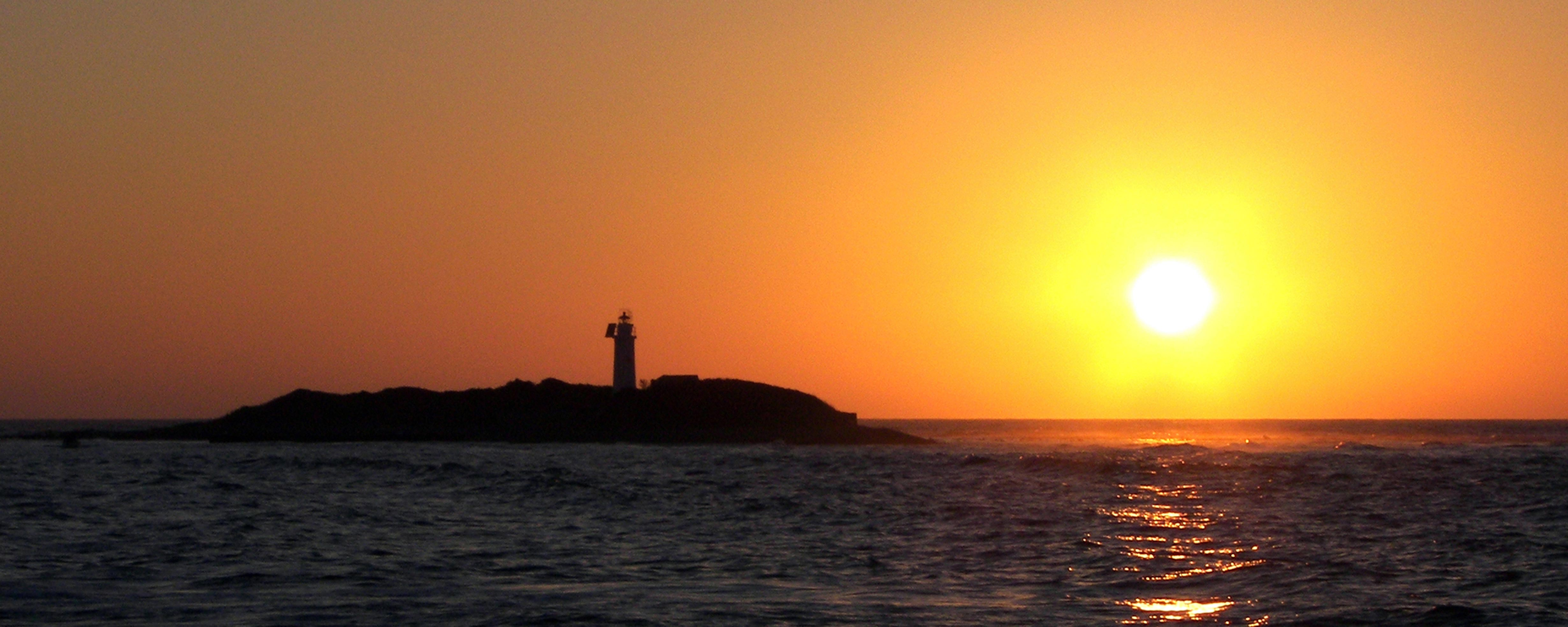
Licosa.
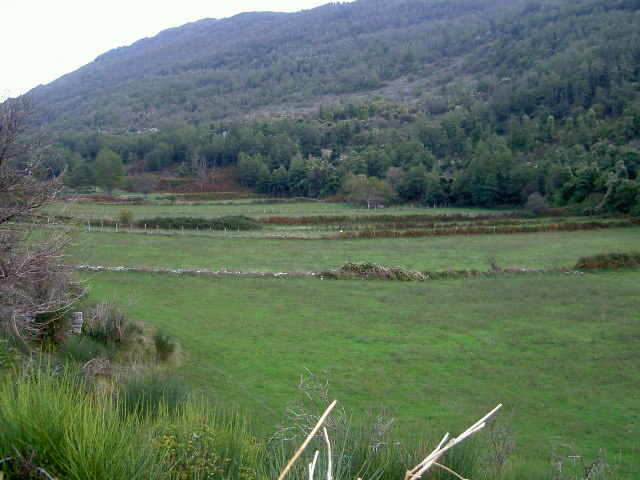
Pruno.
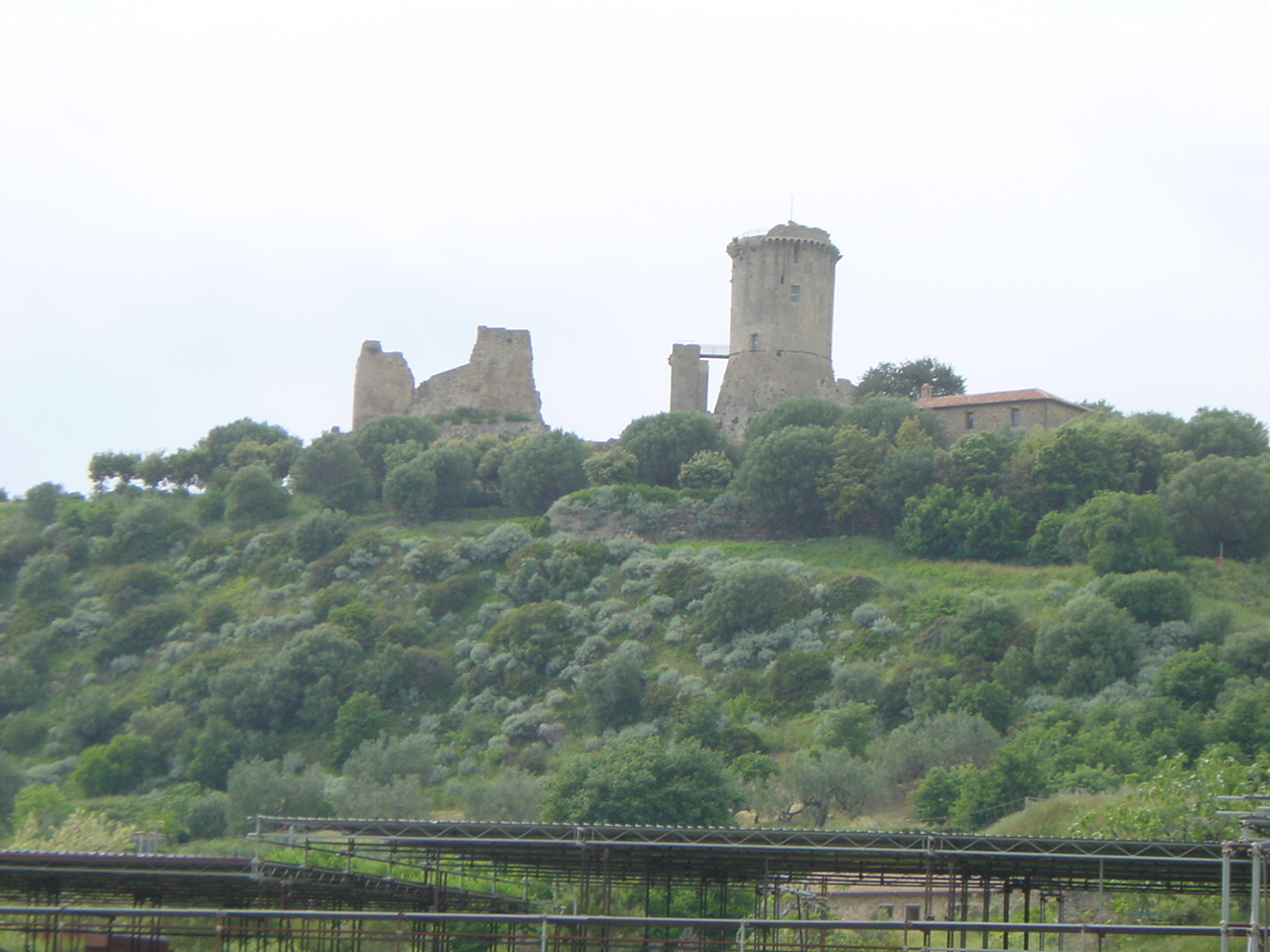
Velia.
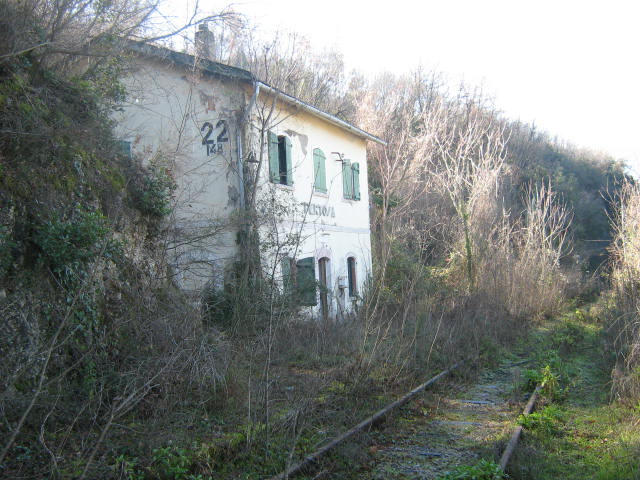
Pertosa (Gare FS).
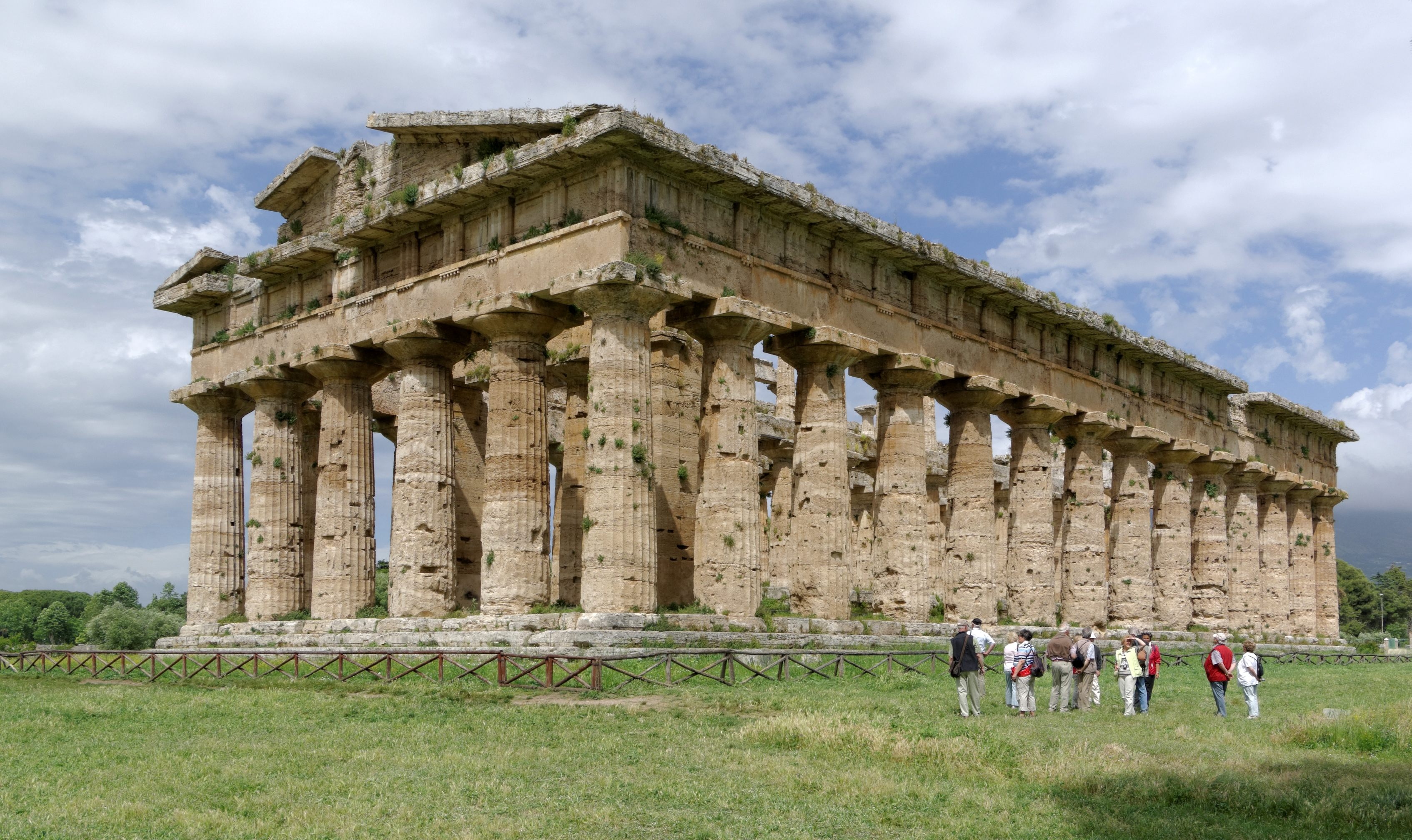
Paestum.
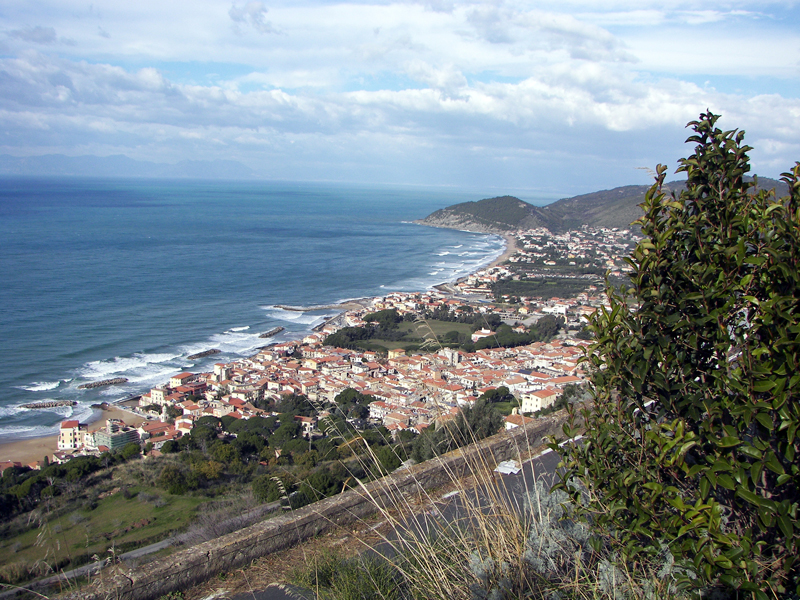
Santa Maria.
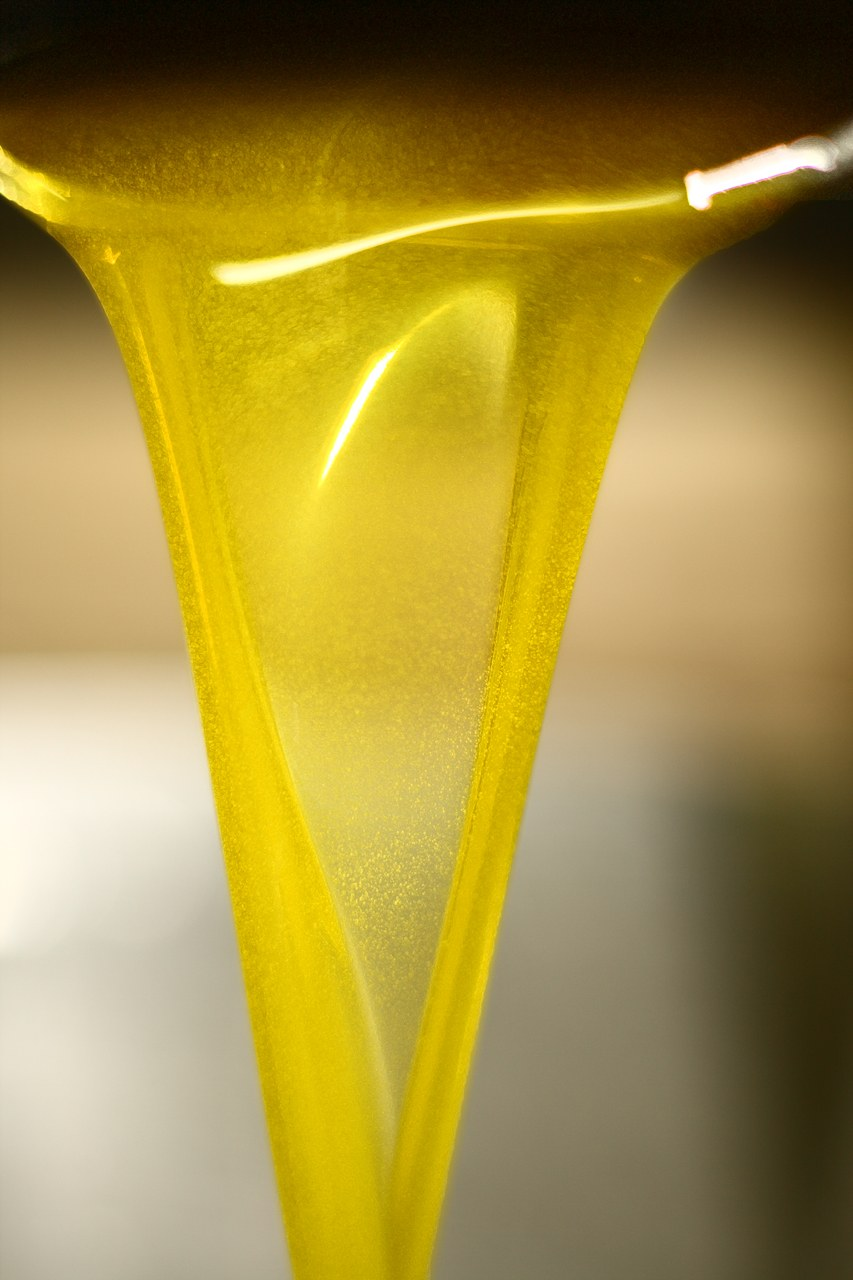
L'or du Cilento.
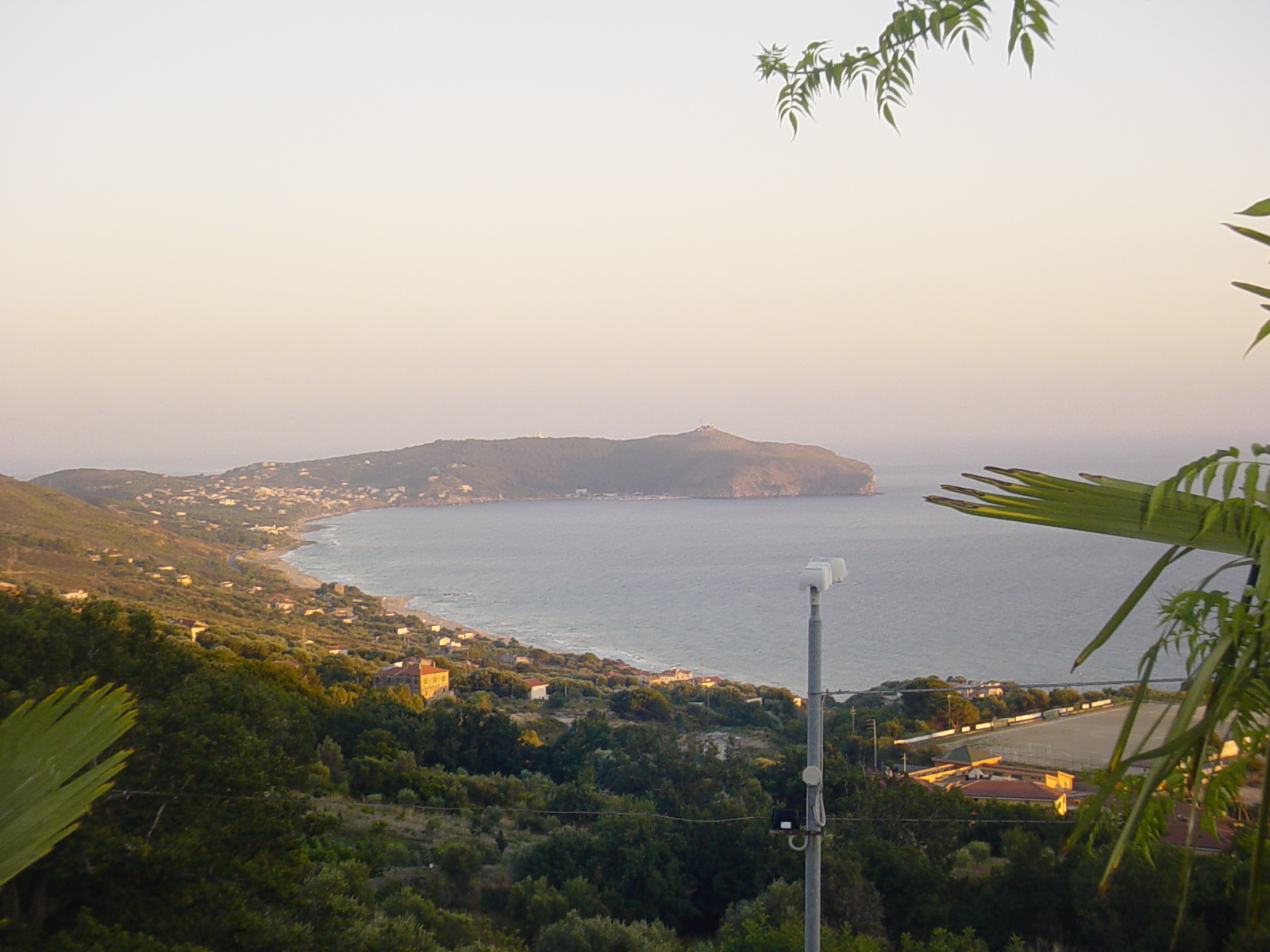
Palinuro (Cap).
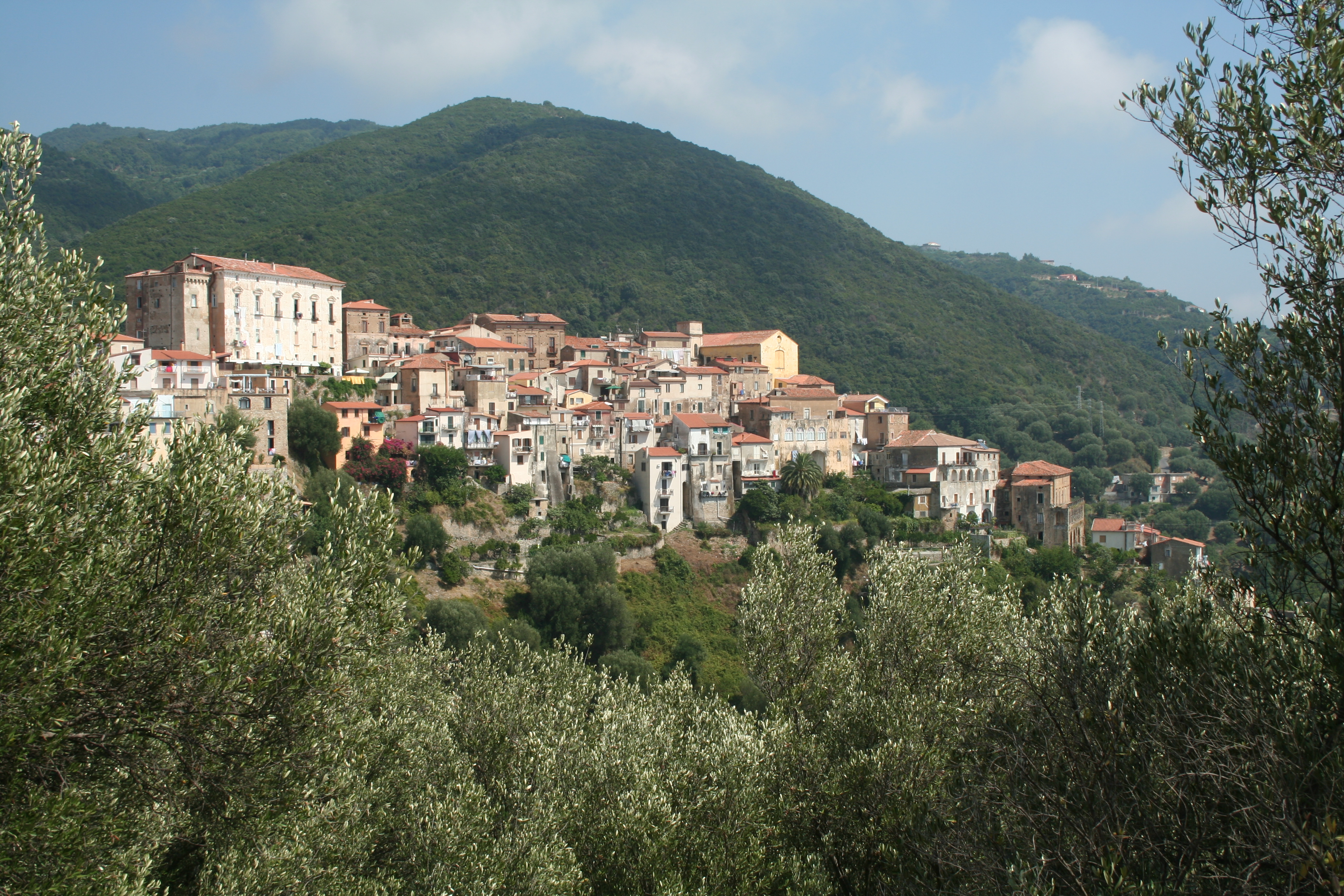
Pisciotta.